# Alto Alegre (Rio Grande do Sul)
Alto Alegre é um município brasileiro do estado do Rio Grande do Sul.

## Geografia
Localiza-se a uma latitude 28º46'26" sul e a uma longitude 52º59'26" oeste, estando a uma altitude de 370 metros.
Possui uma área de 110,68 km² e sua população estimada em 2004 era de 2.136 habitantes.